# Chiton (Rhyssoplax) rapaitiensis
Chiton (Rhyssoplax) rapaitiensis is een keverslakkensoort uit de familie van de Chitonidae. De wetenschappelijke naam van de soort is voor het eerst geldig gepubliceerd in 2006 door Schwabe & Lozouet.